# 劉友 (劉宋)
劉友（470年—479年3月12日），字仲贤，宋明帝刘彧第七子，母为泉美人。
宋明帝无生育能力，诸弟的姬妾怀孕后，送入宫中，生子后，杀其母，交给受宠的六宫嫔妃抚养。
泰始六年出生。元徽二年五月己亥（474年6月29日），任使持节、督江州豫州之西阳新蔡晋熙三郡诸军事、南中郎将、江州刺史。七月庚辰（474年8月9日），宋废帝刘昱封劉友为邵陵王，食邑二千户。升明元年，进号左将军，徙任都督南豫豫司三州诸军事、安南将军、南豫州刺史、历阳太守。升明二年正月丁丑（478年3月18日），进号安南将军，改任豫州刺史。
升明三年二月丙子（479年3月12日），劉友去世，谥曰殇。无子，国除。虽然本传没记载他的具体死因，但同年去世的刘宋诸侯王有多人，且《南史·宋本纪下第三》载“宋之王侯无少长皆幽死矣”。

## 延伸阅读
[在维基数据编辑]
 《宋書/卷90》，出自沈约《宋书》